# LG GW620
LG GW620 — перший смартфон компанії LG Electronics під управлінням операційної системи Google Android, випущений у 2009 році . Особливістю цієї системи є можливість завантаження різних додатків, які дозволяють налаштувати смартфон під потреби певного користувача. Пристрій працює на процесорі Qualcomm MSM7200 з тактовою частотою 528 МГц та оснащений повноцінною QWERTY-клавіатурою .

## Короткий опис
Перший Android-смартфон компанії LG Electronics GW620 виконаний у вигляді бокового слайдера з повноцінною QWERTY-клавіатурою, яка полегшує написання текстових повідомлень. Клавіатура складається з п'яти рядків і підсвічується у темряві. Меню пристрою містить список встановлених додатків і може виглядати як стандартний інтерфейс Android або адаптований під нову платформу фірмовий інтерфейс S-class. Крім встановлених виробником додатків, користувач GW620 може купувати і завантажувати програми за допомогою сервісу Android Market. Ця модель має традиційний для Android-пристроїв набір інтерфейсів: Wi-Fi, Bluetooth, підтримку 3G та просту синхронізацію з сервісами Google, яка у разі вірно налаштованих параметрів відбувається автоматично. При наявності точок доступу система використовує Wi-Fi або мережу оператора, забезпечуючи постійний доступ до електронної пошти Gmail, календаря з базою завдань та інших онлайнових сервісів .
У LG GW620 встановлено спеціальний додаток SNS, який дозволяє управляти декількома обліковими записами та отримувати оновлення у реальному часі з сайтів соціальних мереж, зокрема спілкуватися в Інтернеті, дізнаватися про статус своїх друзів, залишаючи коментарі чи оновлюючи власні сторінки. Технології Auto Face-Tagging та Face To Action дозволяють зв'язатися з будь-яким абонентом за допомогою SMS, MMS чи голосової пошти одним дотиком до його фотографії .
Смартфон оснащений 3-дюймовим РК-екраном з роздільною здатністю HVGA і 3,5-мм аудіороз'ємом, за допомогою яких на ньому можна дивитися фільми у форматі DivX та слухати музику через навушники інших виробників. 5-мегапіксельна камера з автофокусом і функцією відеозапису високої роздільної здатності дозволяють записувати відео і знімати фото та редагувати їх за допомогою спеціальних інструментів LG .
Як подарунок GW620 фігурував на урочистій церемонії нагородження лауреатів Міжнародного конкурсу ділової журналістики «PRESSзвание», яка відбулася 23 квітня 2010 року у Москві. Смартфон отримав у подарунок переможець однієї з номінацій .

## Можливості та характеристики
| Технічні характеристики                  | Технічні характеристики                                            |
| ---------------------------------------- | ------------------------------------------------------------------ |
| Частотний діапазон                       | Мережі GSM 850/900/1800/2100                                       |
| Розмір                                   | 109x54.5x15.9 мм                                                   |
| Вага з акумулятором                      | 139 г                                                              |
| Ємність стандартного акумулятора         | 1500 мАг                                                           |
| Дисплей                                  | 3 дюйми, TFT, розділова здатність 320х480                          |
| Камера                                   | 5 Мп, максимальна розділова здатність 2952х1944, спалах, автофокус |
| Запис відео                              | MPEG4, H.263                                                       |
| Вбудована пам'ять                        | 300 Мб                                                             |
| Зовнішня пам'ять                         | MicroSD, до 32 ГБ                                                  |
| Повідомлення та комунікаційні можливості |                                                                    |
| Підтримка SMS                            | так                                                                |
| Підтримка MMS                            | так                                                                |
| Підтримка E-mail                         | так                                                                |
| WAP                                      | 2.0                                                                |
| GPRS                                     | так                                                                |
| EDGE                                     | так                                                                |
| USB                                      | так                                                                |
| Bluetooth                                | 2.0                                                                |
| Інші функції                             |                                                                    |
| Вбудована телефонна книга                | 1000 контактів                                                     |
| Ідентифікація абонента за фотографією    | так                                                                |
| Організатор                              | так                                                                |
| Будильник                                | так                                                                |
| Калькулятор                              | так                                                                |
| Конвертор величин                        | так                                                                |
| Світовий час                             | так                                                                |
| Диктофон                                 | так                                                                |
| Секундомір                               | так                                                                |
| Синхронізація з ПК                       | так                                                                |
| Функція знімного диска                   | так                                                                |
| Вібродзвінок                             | так                                                                |
| Гучний зв'язок                           | так                                                                |
| Вбудовані ігри                           | так                                                                |
| Підтримка JAVA                           | так                                                                |
| Абонентські групи                        | так                                                                |
| Вбудований аудіо плеєр                   | так (AMR, MP3, AAC, AAC+, WMA)                                     |
| Вбудований відео плеєр                   | так                                                                |
| Еквалайзер                               | так                                                                |
| FM-радіо                                 | так                                                                |

## Виноски
1. ↑  http://www.lg.com/ru/press-release/article/gw620-announce.jsp
2. ↑  Архівована копія. Архів оригіналу за 18 червня 2010. Процитовано 24 червня 2010.{{cite web}}:  Обслуговування CS1: Сторінки з текстом «archived copy» як значення параметру title (посилання) [Архівовано 2010-06-18 у Wayback Machine.]
3. ↑  Архівована копія. Архів оригіналу за 15 червня 2010. Процитовано 24 червня 2010.{{cite web}}:  Обслуговування CS1: Сторінки з текстом «archived copy» як значення параметру title (посилання)
4. ↑  http://www.lg.com/ua/press-release/article/11-11-2009-pressrelease.jsp
5. ↑  Архівована копія. Архів оригіналу за 6 квітня 2010. Процитовано 29 червня 2010.{{cite web}}:  Обслуговування CS1: Сторінки з текстом «archived copy» як значення параметру title (посилання)
6. ↑  Архівована копія. Архів оригіналу за 30 квітня 2010. Процитовано 24 червня 2010.{{cite web}}:  Обслуговування CS1: Сторінки з текстом «archived copy» як значення параметру title (посилання)